# Літературна премія імені Надії Попович
Літературна премія ім. Надії Попович — районна літературна нагорода Надвірнянської районної ради для вшанування пам'яті української поетеси Надії Попович та заохочення митців до нових творчих пошуків у галузі літератури, культури, образотворчого та народного мистецтва.

## Історія виникнення та порядок присудження
Премія була заснована відповідно до рішення Надвірнянської районної ради у 2001 році.
Районна премія імені Надії Попович — це відзнака, що ухвалюється комісією з присудження Премії. Премія встановлюється в таких номінаціях:
- Література (поезія, проза, драматургія, гумор, твори для дітей і юнацтва, журналістика, публіцистика і краєзнавство);
- Культура (музика, пісенний жанр, театральні вистави, теле- і відеофільми, концертні та радіомовні програми);
- Образотворче і народне мистецтво (живопис, графіка, скульптура, ткацтво, вишивка, різьблення, фотомистецтво).

Премія встановлюється щорічно в розмірі 2000 (дві тисячі) грн. у кожній номінації.
Комісія з присудження Премії приймає конкурсні роботи з 1 червня по 15 серпня кожного року на підставі одержаних протоколів від суб'єктів висунення. Рішення про присудження Премії у кожній номінації та про відзначення лауреатів ухвалюється комісією відповідно до Положення й оприлюднюється в засобах масової інформації району не пізніше 10 днів після його прийняття.
Премія у кожній номінації присуджується авторові конкурсної роботи чи групі авторів (виконавців) тільки один раз.
Особам, удостоєним Премії в кожній номінації, присвоюється звання «Лауреат премії імені Надії Попович», вручається Диплом та Почесний Знак лауреата, грошова винагорода. У випадку відзначення Премією у будь-якій номінації творчої групи або колективу виконавців Диплом і Почесний Знак вручаються керівникові, а грошова винагорода розподіляється між учасниками порівну.
Починаючи з 2008 року Дипломи, Почесні Знаки та грошові винагороди вручаються лауреатам у вересні на урочистих заходах в с. Фитьків головою районної ради та головою районної державної адміністрації або уповноваженими ними представниками. Конкретна дата визначається комісією.
Премія в кожній номінації може бути присуджена посмертно. У разі, коли комісія з присудження Премії не визначила гідних відзнаки в будь-якій номінації твору або творчої роботи, Премія не присуджується.
Лауреати визначаються з 2001 року. 2014 року цю премію об'єднано із заснованою 2012 року Всеукраїнською літературною премією імені Василя Симоненка.

## Лауреати премії

### У галузі літератури
- Чир Нестор Іванович (Надвірна) — поет, керівник літературної студії «Бистрінь» при редакції газети «Народна воля» за поетичну збірку «Долоні в крапельках дощу» (2001)
- Яцура Ірина — поетеса, член літературної студії «Бистрінь» (м. Надвірна) за поетичну збірку «Передновок» (2002)
- Христан Галина Петрівна — новелістка, член літературної студії «Бистрінь» (Саджавка (село)) за збірки новел «Старий і кіт», «Я вернуся» (2003)
- Ярослав Яковишин — поет, член літстудії «Бистрінь» (м. Івано-Франківськ) за добірки в альманахові «Купальська злива», у журналі «Дзвін», № 11-12/ 2002, газеті «Галичина» (2004)
- Степан Писуляк — поет, член літстудії «Бистрінь» (м. Надвірна) за журналістський доробок 2003—2005 рр. та поетичну творчість (2005)
- Михайло Михальчук — поет, член літстудії «Бистрінь» (Делятин) за підготовлену до друку поетичну збірку «Лісові серпанки» (2005)
- Оксана Андрухович — член літстудії «Бистрінь» (Микуличин) за публікації поетичних творів у журналах «Перевал» № 1, 2006 р., «Січеслав», за квітень-травень 2006 р., «Ятрань», № 6, 2006 (2006)
- Василик (Карпенюк) Любов Іванівна — член НСПУ (м. Надвірна) — за поетичну збірку «Межень», 2006 р. (2007)
- Бурнашов Геннадій Васильович — член НСПУ (Івано-Франківськ) за книги «Лицар українського духу», «Страдницьке служіння Всевишньому» (2008)
- Михайло Максим'юк — краєзнавець (Битків) за книгу «Пнівська твердиня» 2008 р. (2009)
- Іван Гриджук — редактор районної газети «Народна воля» Заслужений журналіст України — за упорядкування та літературне редагування книги Василя Левицького «Великий день. Пізнє літо. Новели та оповідання», 2010 р., автор нарису-передмови (2011)
- Василь Левицький — за дослідження про життя і творчість Марійки Підгірянки 2010-2012 рр., опубліковані в різних часописах (2012)
- Світлана Ткачук — учитель української мови та літератури, член літературної студії «Бистрінь», (Тисменичани) за збірку поезій «Осіння партитура», 2012 рік (2013)
- Євген Луців (м. Надвірна) — за книгу «Бойове мистецтво гуцулів» (2014)
- Микола Сіщук (м. Надвірна) — за книгу «Неначе писанка, село Зелена» (2014)

### У галузі культури
- Народний муніципальний оркестр народної музики «Аркан», керівник: Заслужений артист України С. Орел (2001)
- Народний фольклорно-етнографічний колектив «Перевесло» Фитьківського клубу, керівник О. Багрійчук (с. Фитьків) — за концертну діяльність протягом 2000–2002 рр. (2002)
- Олена Здольник — керівник Народного аматорського хореографічного колективу «Горянка» РБК (м. Надвірна) — за вагомий внесок у розвиток національної культури в районі, високий художній рівень хореографічних колективів «Горянка» та «Горяночка» (2003)
- Ганна Макось — учитель Надвірнянської музичної школи, Заслужений працівник культури України (м. Надвірна) — за активну популяризацію українського музичного мистецтва (2003)
- Ольга Молодій — Заслужена артистка України (м. Надвірна) — за популяризацію української народної пісні та активну концертну діяльність (2004)
- Народний аматорський танцювальний колектив «Водограй» Палацу культури та відпочинку Надвірнянського коледжу (керівник І. Микитюк) — за заслуги в розвитку хореографічного мистецтва регіону (2004)
- Василь Павлик — керівник хору «Духовність» клубу с. Середній Майдан (Надвірнянський район) — за активну концертну діяльність хору 2003–2005 рр. (2005)
- Народний аматорський вокальний ансамбль «Черлені пацьорки» народного дому смт. Делятин (керівник В. Черленюк) — за популяризацію української народної пісні та активну концертну діяльність (2006)
- Микола Павук — трембітар (смт. Делятин) — за унікальне володіння грою на трембіті та популяризацію гуцульського мистецтва (2007)
- Віктор Чудновський — соліст — вокаліст БК «Нафтовик» (м. Надвірна) — за вагомий внесок у розвиток культури краю, активну концертну діяльність (2008)
- Колектив телерадіокомпанії «Надвірна» — за художньо-телевізійний нарис про життєвий і творчий шлях Надії Попович (з циклу «Визначні надвірнянці») — Богдан Климковецький, Мар'яна Цимбалюк, Олена Нічвідова, Світлана Гаєвська, Василь Томич (2009)
- Фольклорно-музичний гурт «Рушничок» Делятинського Народного дому (керівник Івасюк) — за високі творчі здобутки та пропаганду народної музики (2010)
- Народний фольклорно-етнографічний колектив «Шовкова Косиця» Надвірнянського районного будинку культури (керівник О. Яченко) — за багаторічну працю, високу виконавську майстерність, залучення дітей і молоді до народно-мистецьких надбань краю (2011)
- Народний аматорський гурт «Червона калина» Зарічанського будинку культури (керівник Л. Вацик) — за багаторічну працю, високу виконавську майстерність у галузі музичного мистецтва (2013)
- Народний аматорський гурт «Скарбниця» (керівник Боднарук Любомир Мирославович) — за активну популяризацію української народної пісні (2014)

### У галузі образотворчого та народного мистецтва
- Оленюк Ярема Васильович (Ланчин) — член Національної спілки художників України за ілюстрації до поетичних збірок «Байки», «Передновок» (І. Яцура) та «Долоні в крапельках дощу» (Н. Чир) (2001)
- Ярослав Лозинський — художник, учитель образотворчого мистецтва (с. В. Майдан) — за твори живопису 2000–2002 рр., участь та організацію виставок творчих робіт (2002)
- Василь Стефурак — іконописець, іконограф (с. Фитьків) — за вагомий внесок у розвиток сакрального мистецтва в Україні, створення оригінальної школи іконографії (2003)
- Ольга Писарук — вишивальниця (м. Надвірна) — за досягнення в майстерності художньої української вишивки (2004)
- Микола Гаврилюк — художник-аматор (м. Надвірна) — за досягнення в галузі образотворчого мистецтва та виставку живописних робіт у будинку «Просвіта», березень 2005 р. (2005)
- Роман Глодан — фотомитець — за творчий доробок в жанрі фотомистецтва та фотовиставку, представлену на ХУ Гуцульському фестивалі в м. Рахів , 2005 р. (2006)
- Степан Герелишин — художник-аматор (с. Стримба) — за виставку живописних творів в обласному науково-методичному центрі культури та туризму Прикарпаття у 2006—2007 рр., організацію постійно діючої картинної галереї своїх робіт у рідному селі (2007)
- Остап Мальгівський — художник-аматор (м. Надвірна) — за доробок творів живопису, виставку полотен живопису в Музеї історії Надвірнянщини в 2007—2008 рр. (2008)
- Володимир Гринішак — за досягнуті успіхи в галузі фотомистецтва та фотовиставки «Спогади про зиму» м. Івано-Франківськ, 2010 р., «Карпати. Мрії про вільну подорож», м. Надвірна, 2010 р. (2010)
- Дмитро Угринюк — художник Надвірнянського районного будинку культури — за багаторічну працю, значний доробок творів пейзажного, портретного та сакрального мистецтва (2011)
- Сніжанна Нікольська — студентка 2 курсу факультету образотворчого мистецтва, Інститут мистецтв Прикарпатського національного університету імені Василя Стефаника — за виставку робіт графіки в Івано-Франківському краєзнавчому музеї (2010 р., жовтень), участь у конкурсах різного спрямування (2012)
- Наталія Пак — викладач Надвірнянської дитячої художньої школи — за активну участь у творчому звіті Надвірнянського району 2013 року, конкурсах, виставках, вагомий внесок у розвиток культури краю (2013)
- Надвірнянська дитяча художня школа — (директор Надія Бондаренко) за вагомі творчі успіхи та значний внесок у розвиток культури краю (2014)